# Lagoa das Pombas
É uma praia de água doce situada ao sul do Brasil, no estado do Rio Grande do Sul, na cidade de Itapuã, município de Viamão.
Lagoa das Pombas é uma lagoa brasileira localizada no estado do Rio Grande do Sul.